# Institut d'ornithologie de Yamashina

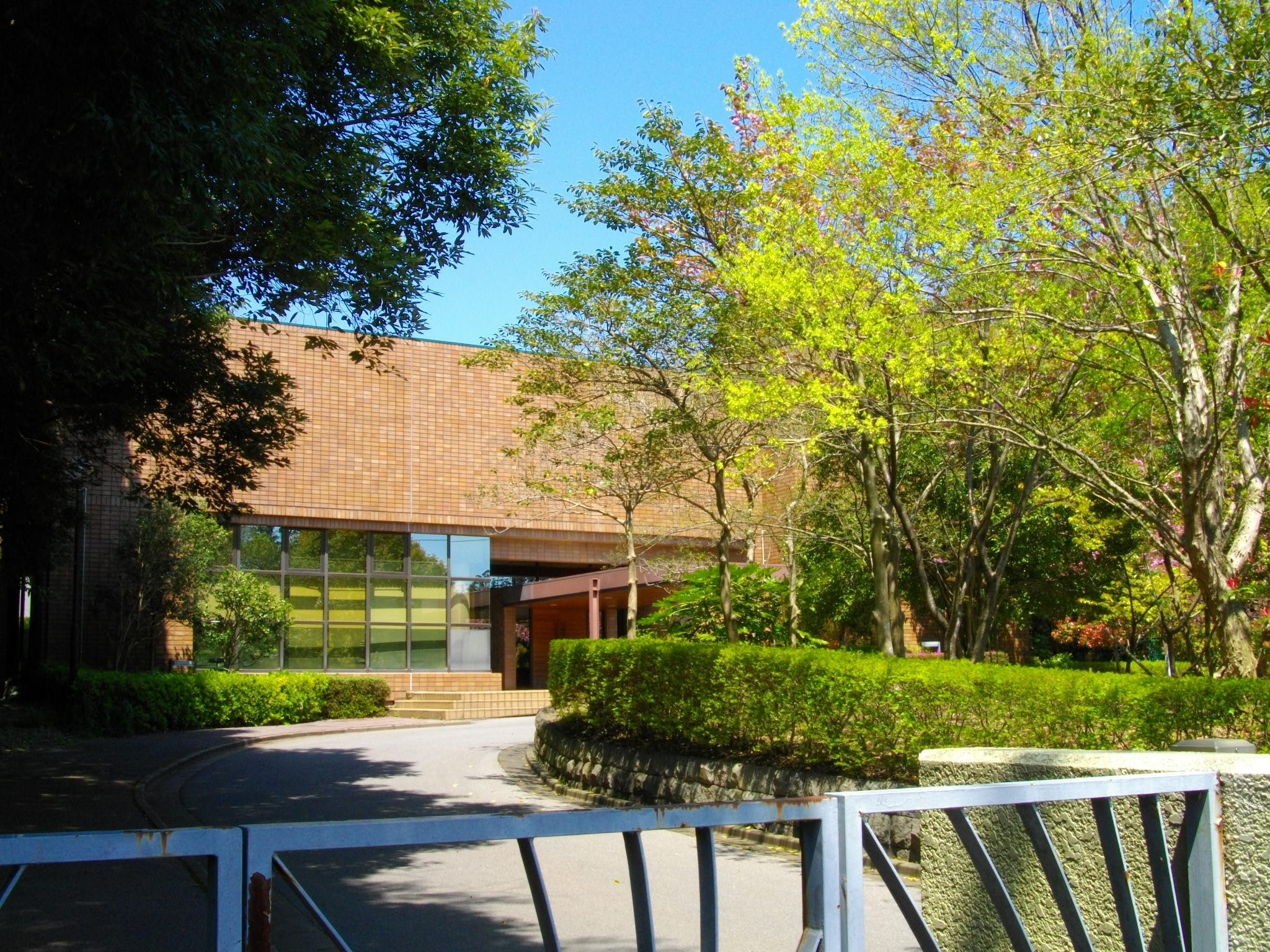
L'institut d'ornithologie de Yamashina.

L'institut d'ornithologie de Yamashina (山階鳥類研究所, Yamashina Chōruikenkyūsho) est un centre de recherche scientifique du Japon, spécialisé en études ornithologiques.

## Histoire
L'institut a été fondé en 1942 par l'ornithologue Yoshimaro Yamashina, second fils du prince Kikumaro Yamashina, dans sa résidence située à Shibuya (arrondissement spécial de Tokyo). Il s'agissait dans un premier temps d'un musée privé où Yoshimaro Yamashina stockait sa collection de spécimens d'oiseaux et des livres et où il menait des recherches en taxonomie sur les oiseaux sur la base de leurs chromosomes et écrivit de nombreux articles et livres de revues techniques sur l'ornithologie.
En 1984, l'institut a été déplacé à Abiko (à ~30 km à l'est de Tokyo).

## Source de la traduction
- (en) Cet article est partiellement ou en totalité issu de l’article de Wikipédia en anglais intitulé « Yamashina Institute for Ornithology » (voir la liste des auteurs).